# Família Kennedy (Neighbours)
A família Kennedy é uma família fictícia da novela australiana Neighbours. Eles têm sido uma grande parte do show desde 1994, quando a família de cinco fortes se mudou para a Ramsay Street . Tanto Karl Kennedy ( Alan Fletcher ) quanto sua esposa Susan ( Jackie Woodburne ) comemoraram 20 anos no programa em 2014 e são fiéis da comunidade fictícia de Erinsborough, com Karl atuando como médico da área e Susan como diretora da Erinsborough High . Eles ganharam várias indicações para prêmios por seus papéis. A família Kennedy se expandiu para introduzir vários outros desde sua concepção, embora desempenhe um papel relativamente menor em 2014, com Karl e Susan como os únicos membros de sua família que ainda residem na Ramsay Street.
As histórias da família Kennedy incluíram problemas no casamento de Karl e Susan ao longo de seus 20 anos no programa, que incluíram dois períodos de separação nos anos 2000 e um divórcio, histórias de angústia adolescente para seus três filhos Malcolm ( Benjamin McNair ), Billy ( Jesse Spencer ) e Libby ( Kym Valentine ), a interação de Karl com outros residentes de Erinsborough por meio de seu trabalho como médico, as profissões de Susan como diretora de escola e também brevemente editora do Erinsborough News, e a morte do marido de Libby em um acidente de cavalo logo após o nascimento de O filho deles.

## Criação e desenvolvimento
Em 1994, a "sólida" família Kennedy foi apresentada em uma tentativa de trazer o show de volta às suas raízes familiares. O padre Karl recebeu o cargo de GP e a mãe Susan foi escolhida como a nova diretora da Erinsborough High para dar aos personagens ligações imediatas com outros personagens. Alan Fletcher, que anteriormente apareceu no programa em um papel secundário em 1987, foi escalado como Karl, enquanto a ex-atriz do Prisioneiro Jackie Woodburne foi escalada como Susan. Benjamin McNair, Kym Valentine e Jesse Spencer interpretaram os três filhos adolescentes de Karl e Susan, Malcolm, Libby e Billy, respectivamente. Eles substituíram a família Willis no show e também como ocupantes do número 28 da Ramsay Street.
O casamento de Karl e Susan foi inicialmente apresentado como forte, com Woodburne e Fletcher comentando que gostaram de ter uma "base realmente sólida para um casamento". No entanto, eles passaram por dificuldades conjugais quando Karl traiu Susan com sua recepcionista Sarah Beaumont ( Nicola Charles ) e, embora tenham se reconciliado, isso fez Susan perder a confiança no compromisso de Karl com o casamento. Como resultado, ela o acusa erroneamente de ter um caso com Izzy Hoyland ( Natalie Bassingthwaighte ), e eles se divorciam, com Karl eventualmente iniciando um relacionamento com Izzy. Susan se casou brevemente com Alex Kinski ( Andrew Clarke ) e seus enteados se tornaram parte da extensa família Kennedy, com Billy e Malcolm tendo deixado a série vários anos antes. Susan e Karl eventualmente se reencontram e, apesar de se separarem novamente por vários anos, eles permanecem juntos na novela até hoje, 20 anos após sua estreia inicial.

## Impacto
Em fevereiro de 2015, o ator britânico e vencedor do Oscar, Eddie Redmayne, revelou a um jornalista da revista Elle UK que usa o trabalho de Karl e Susan como inspiração de atuação. Ele disse: "Observe e você descobrirá que tudo o que eles fazem está em outro nível de genialidade. Eu realmente acho que sim. Eles são a maior dupla de atores desconhecidos da história." Redmayne disse mais tarde ao News.com.au que é um grande fã do casal e que aprendeu muito com eles quando costumava assistir Neighbours diariamente. Fletcher e Woodburne responderam aos comentários de Redmayne. Fletcher disse: "Receber elogios tão generosos de um ator com a habilidade e o status surpreendentes de Eddie Redmayne foi emocionante para nós dois. Nunca deixa de me entusiasmar ouvir exemplos da influência que Neighbours teve além da Austrália."  Woodburne acrescentou: "É sempre maravilhoso quando alguém elogia seu trabalho, mas ter coisas tão adoráveis ditas por um ator tão incrivelmente talentoso é muito humilhante e significa mais para mim do que ele jamais saberá."